# Konstanty Julian Ordon

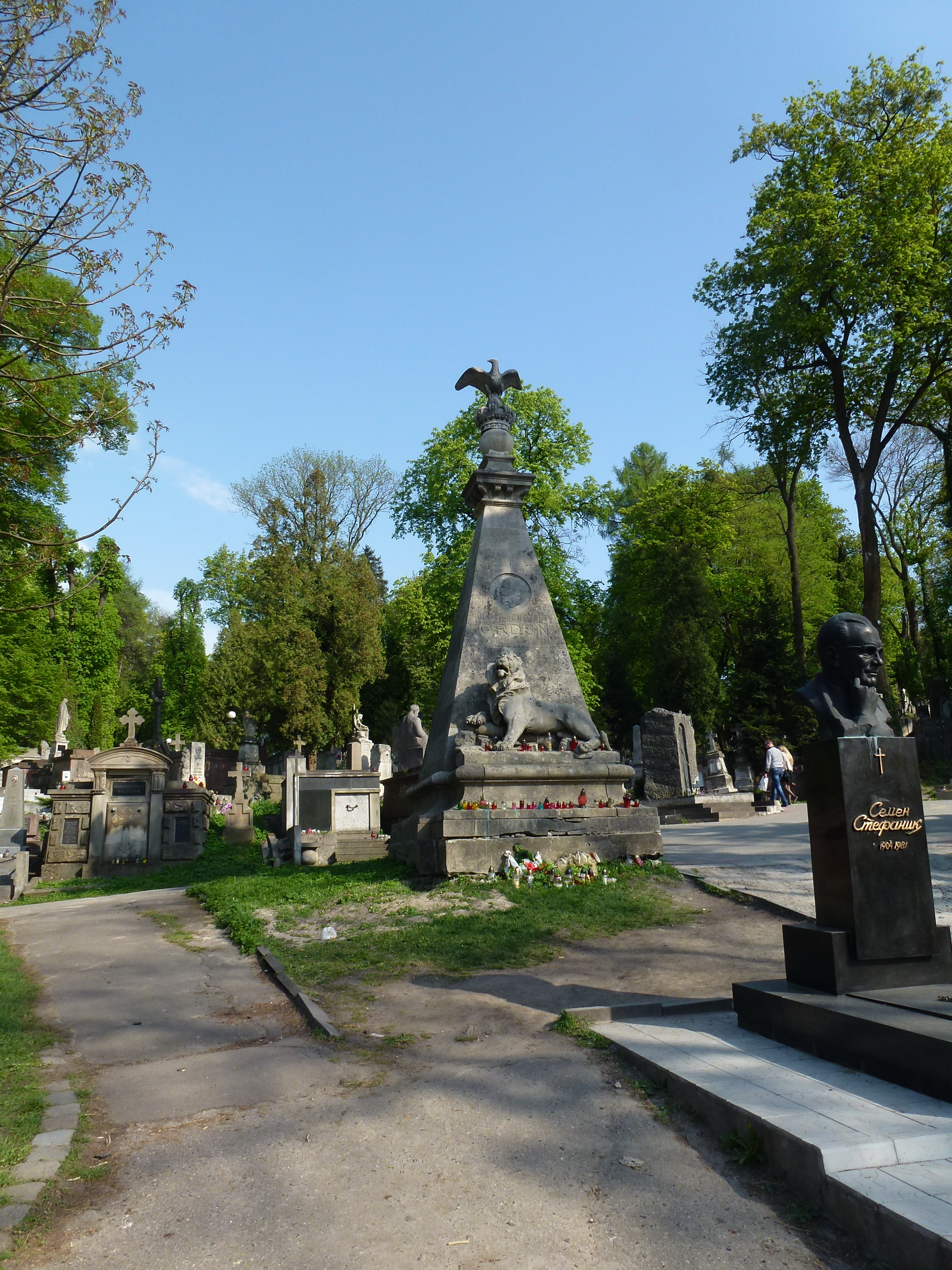
Grobowiec Ordona na Cmentarzu Łyczakowskim, wyk. Julian Markowski

Konstanty Julian Ordon (ur. 15 października 1810 w Warszawie, zm. 4 maja 1887 we Florencji) – oficer Wojska Polskiego, powstaniec listopadowy.

## Życiorys
Był jednym z czworga dzieci Karola Franciszka Ordona (1780–1848), rewizora komory celnej w Warszawie i Małgorzaty z Naimskich (zm. 1829). Oboje byli wyznania ewangelickiego. Jego matka pochodziła z rodziny frankistów.
W czasie powstania listopadowego, podczas obrony Warszawy, dowodził baterią artylerii w reducie nr 54, która została wysadzona w powietrze 6 września 1831. W wierszu Reduta Ordona jego rzekomą śmierć opisał Adam Mickiewicz, mimo że podczas wybuchu Ordon został jedynie mocno poparzony. Ordon walczył przedtem w bitwach pod Ostrołęką i Olszynką Grochowską, za co otrzymał Srebrny Krzyż Virtuti Militari 6 czerwca 1831 po bitwie pod Ostrołęką. Także jego brat Emil Ordon, później rejent w Kaliszu, brał udział w powstaniu listopadowym. 
Od 1833 przebywał w Dreźnie, następnie osiadł w Szkocji. Około 1840 wstąpił do wolnomularstwa angielskiego, a w październiku 1847 do polskiej loży narodowej w Londynie. Związał się z Towarzystwem Demokratycznym Polskim. W 1848 wyjechał do Mediolanu, chcąc wstąpić do legionu Mickiewicza. Źle przyjęty, ostatecznie znalazł się w Legii Lombardzkiej.
W październiku 1848 wstąpił do armii sardyńskiej, gdzie służył do 1855. Jesienią 1856 wyjechał do Francji i osiadł w Paryżu. W 1858 otrzymał posadę profesora języków nowożytnych w Kolegium Rządowym w Meaux. Od 1860 służył w oddziałach Giuseppe Garibaldiego, następnie w armii włoskiej do 1867.
Popełnił samobójstwo. Zastrzelił się w wieku 77 lat. W rozmowie z poetą Teofilem Lenartowiczem przyznał, że nie ma siły dłużej żyć. "Czuję zbliżający się kres życia" – narzekał. "Nie chcę umrzeć w szpitalu. Pragnę śmierci żołnierskiej od kuli, a ponieważ nie ma nadziei, aby mnie zaszczyt ten spotkał na polu bitwy, przeto muszę sobie sam poradzić". Jego zwłoki zgodnie z ostatnią wolą spopielono, a w listopadzie 1891 roku, dzięki staraniom jego przyjaciela z Florencji, Ludwika Ostaszewskiego, sprowadzono do Lwowa (władze rosyjskie nie zezwoliły na pochówek w grobie rodzinnym na cmentarzu ewangelicko-augsburskim w Warszawie, al. 2 nr 45). Tam uroczyście pochowano je na Cmentarzu Łyczakowskim, tymczasowo w grobie rodziny Baczewskich.
W 1896 roku na miejscu podarowanym przez gminę Lwów ustawiono pomnik według projektu Tadeusza Barącza. Ma on kształt piramidy na szczycie na ukoronowanej kuli spoczywa orzeł. Poniżej wmurowany jest medalion z podobizną Ordona, za którą znajduje się nisza w której umieszczono urnę w kształcie trumienki z odpowiednim dokumentem. Poniżej leży ranny lew. 29 listopada 1896 przeniesiono tam prochy Ordona.